# Дівна Любоєвич
Дівна Любоєвич (серб. Дивна Љубојевић, Divna Ljubojević; нар. 7 квітня 1970, Белград) — сербська виконавиця православної духовної музики Сербії, Візантії, Болгарії та Росії. Засновниця, регентка, солістка та керівниця хору «Мелоди».

## Біографія
Дівна Любоєвич народилася в Белграді 7 квітня 1970 року, у свято Благовіщення Пресвятої Богородиці. Виросла в релігійній православній сім'ї.
З 10 років Дивна вивчала церковний спів у белградському монастирі «Ваведење Пресвете Богородице» (Введення в Храм Пресвятої Богородиці). Потім закінчила музичну школу «Мокраньяц» в Белграді і Музичну Академію в місті Нові-Сад.
У 1991 році Дівна Любоєвич при монастирі Введення Пресвятої Богородиці в Белграді створює церковний хор «Мелоди», названий так за пропозицією відомого співака і філолога Ненада Ристовича в честь святого Романа Сладкоспівця (Roman Melod). Репертуар хору «Мелоди» складають православні піснеспіви: від ранніх зразків візантійського, сербського, болгарського та російського розспівів до творів сучасних авторів. Крім участі у богослужіннях за 17 років свого існування хор дав понад 400 концертів, брав участь у багатьох міжнародних фестивалях.
Також Дівна Любоєвич займається мистецтвом диригування і є наймолодшим диригентом в історії найстарішого сербської хору.

## Дискографія
- Аксион естін, 1996 р.
- Достойно є, 1999 р.
- Живоносне джерело, 2000 р.
- Мелоди, 2001 р.
- Славослів'я, 2002 р.
- Liturgija u manastiru Vavedenje, 2004 р.
- Концерти, 2006 р.
- Христос воскрес, 2007 р.
- Христос се роди, 2007 р.
- Divna en concert
- Mysteres Byzantins
- Lumieres Chant du Byzantin
- La Divine Liturgie de Saint Jean Chrisostome
- La Gloire de Byzance